# Rondolga
Rondolga est une commune rurale située dans le département de Bassi de la province du Zondoma dans la région Nord au Burkina Faso.

## Économie
Rondolga a été équipé, en 2016 par l'ONG Fondation Énergies pour le Monde, d'une petite centrale photovoltaïque produisant 13 kWc pour environ 200 clients.

## Santé et éducation
Depuis juillet 2019, Rondolga possède un centre de santé et de promotion sociale (CSPS) – composé d'un dispensaire, d'une maternité et d'un dépôt pharmaceutique (ainsi que de deux logements et quatre latrines) – dont le coût de construction de 70 millions de francs FCA (environ 107 000 euros) a été financé par l'État burkinabè. Le centre médical le plus proche se trouve à Gourcy.
La commune possède une école primaire ouverte en 2004.